# ジェームズ・プステヨフスキー
ジェームズ・プステヨフスキー（James Pustejovsky）は米国マサチューセッツ州のブランダイス大学の教授。専門は自然言語処理および意味論。語彙意味論での生成語彙論（generative lexicon, GL）の提唱者。時間・イベントの記述に適したマークアップ言語を開発するタイムML（TimeML）計画、言語処理の方法を用いて医療のドキュメントから情報を抽出するメドストラクト（Medstract）計画を進める。